# Wolfgang Gans zu Putlitz (Politiker)

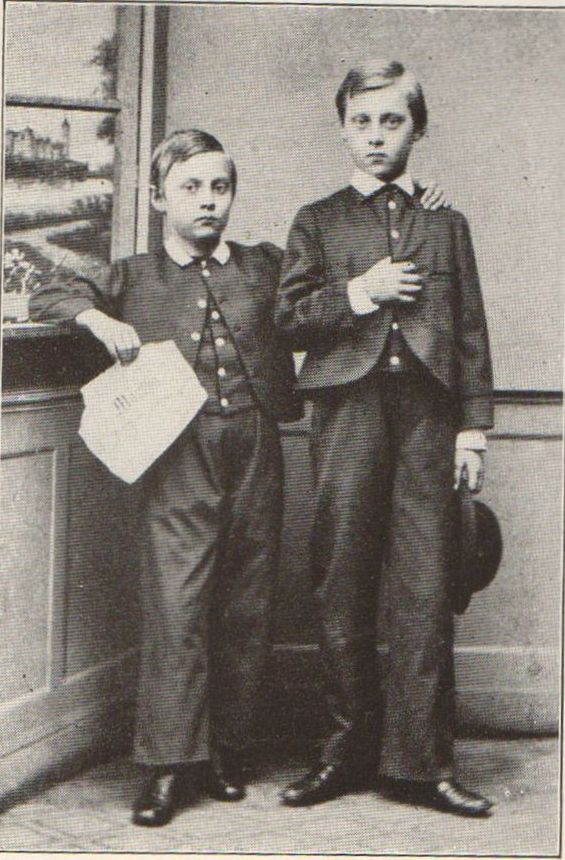
Wolfgang und Konrad Gans zu Putlitz als Kinder

Wolfgang Gans Edler Herr zu Putlitz (* 3. Januar 1857 in Retzin; † 31. Mai 1931 in Gundelsheim) war ein deutscher Gutsbesitzer und Politiker.

## Leben
Wolfgang entstammte dem alten märkischen Adelsgeschlecht Gans zu Putlitz in der Prignitz.
Nach dem Gymnasium studierte er in München, Berlin, Freiburg im Breisgau, Heidelberg und Bonn Rechtswissenschaften. In Heidelberg wurde er Mitglied der Verbindung Rupertia. Nach der Zeit als Referendar zuletzt als Regierungsreferendar in Stettin wandte sich zu Putlitz der Landwirtschaft zu. Er lernte auf verschiedenen Gütern und pachtete danach zunächst ein väterliches Gut. Ab 1896 war er Besitzer von Barskewitz im Kreis Saatzig.
Von 1907 bis 1918 saß er als Abgeordneter des Wahlkreises Regierungsbezirk Stettin 5 (Pyritz - Saatzig) für die Deutschkonservative Partei im deutschen Reichstag. Von 1904 bis 1907 war er zudem Mitglied des Preußischen Abgeordnetenhauses für die Konservativen beziehungsweise für den Bund der Landwirte.
Wolfgang Gans zu Putlitz arbeitete mehrere Jahre lang als Legationssekretär in der deutschen Botschaft in Washington. Danach war er Geschäftsträger in Haiti. Anfang Dezember 1931 war er Legationsrat und wurde in die Presseabteilung der deutschen Reichsregierung berufen.
Am 14. April 1896 hatte er in Berlin Hedwig (* 5. Mai 1872 in Karlsruhe), die Tochter des preußischen Generals der Infanterie Paul von Leszczynski, geheiratet.

## Werke
- Wolfgang zu Putlitz: Lebensbild des Erbmarschalls Eduard zu Putlitz (1789–1881). In: Prignitzer Volksbücher Heft 21, Verlag Albert Tienken, Pritzwalk 1911.
- Wolfgang zu Putlitz-Barskewitz: Eduard zu Putlitz (1789–1881). Ein Stück Familiengeschichte, aus Briefen und Tagebuchblättern für die Familie zusammengestellt. Labes 1903.